# Альбрехтовский сельсовет
Альбрехтовский сельсовет — административная единица на территории Россонского района Витебской области Белоруссии. Административный центр — городской посёлок Россоны (не входит в состав).

## История
В 2018 году административный центр перенесён из деревни Бирюзово в городской посёлок Россоны.

## Состав
Альбрехтовский сельсовет включает 30 населённых пунктов:
- Альбрехтово — деревня.
- Байдино 1 — деревня.
- Бирюзово — деревня.
- Булынино — деревня.
- Глоты — деревня.
- Гольница — деревня.
- Городище — деревня.
- Горы — деревня.
- Гречушино — деревня.
- Двор-Черепито — деревня.
- Дворище — агрогородок.
- Драгуново — деревня.
- Железники — деревня.
- Заозерье — деревня.
- Зеленая Роща — деревня.
- Избище — деревня.
- Козлы — деревня.
- Кресты — деревня.
- Озерцы — деревня.
- Осинники — деревня.
- Покотино — деревня.
- Поречье — деревня.
- Прудок — деревня.
- Рудня — деревня.
- Рум — деревня.
- Себежок — хутор.
- Синицы — деревня.
- Триполье — деревня.
- Ущелепки — деревня.
- Фомино — деревня.